# Oeste (Haiti)
Oeste (em francês: Ouest; em crioulo haitiano: Lwès) é um departamento do Haiti. Sua capital é a cidade de Porto Príncipe. Possui 4 983 quilômetros quadrados e segundo censo de 2009, tinha 3 664 620 habitantes.